# Underworld: Bunt lykanów
Underworld: Bunt lykanów (ang.: Underworld: Rise of the Lycans) – amerykański horror. Jest to prequel filmów Underworld i Underworld: Evolution. W głównych rolach występują Rhona Mitra, Bill Nighy i Michael Sheen.

## Fabuła
Film opowiada historię walk pomiędzy wampirami i lykanami. Przedstawia młodego Luciana, który zostaje przywódcą w walce przeciw Viktorowi. Akcja filmu rozgrywa się w średniowieczu, a nie – jak miało to miejsce w dwóch poprzednich częściach – w czasach współczesnych.

## Obsada
- Kevin Grevioux – Raze
- Steven Mackintosh – Andreas Tanis
- Rhona Mitra – Sonja
- Bill Nighy – Viktor
- Tania Nolan – Luka
- Craig Parker – Sabas
- Michael Sheen – Lucian
- Jared Turner – Xristo